# Agmatin
Agmatin ist eine Guanidin-Verbindung. Es ist das Decarboxylierungs-Produkt der Aminosäure Arginin und ein Intermediat in der besonders in Pflanzen verbreiteten Putrescin-Biosynthese aus Arginin.
Agmatin wird als möglicher Neurotransmitter diskutiert, der im Gehirn synthetisiert und in den synaptischen Vesikeln gespeichert wird.
Natürliche Vorkommen sind aus Mutterkorn, dem Korbblütler Ambrosia artemisiifolia, der Seeanemone Anthopleura japonica und Heringssamen bekannt. Es ist außerdem ein Strukturbestandteil des Agmatidins.

## Geschichtliches
Der Name Agmatin wurde 1910 von Albrecht Kossel, einem deutschen Mediziner und Physiologen, vergeben, der diese Substanz in Sperma von Heringen nachweisen konnte.